# Jeffrey Zuckerman
Jeffrey Zuckerman là một dịch giả chuyên về văn học Pháp. Đối tượng dịch th của ông chủ yếu là tiểu thuyết hiện đại của chính quốc Pháp và Mauritius, của các nhà văn như Ananda Devi, Shenaz Patel, và Carl de Souza. Ông hiện sống tại Thành phố New York.
Bản dịch của ông cho cuốn sách Eve Out of Her Ruins của Ananda Devi giành giải Firecracker Award for Fiction của CLMP.

## Tác phẩm chọn lọc

### Jakuta Alikavazovic
- Night as It Falls (Faber & Faber, 2022)

### Jean-Michel Basquiat
- Les Cahiers (dịch sang tiếng Pháp cùng với David Ferrière, 2018)

### Thomas Clerc
- Interior (Farrar, Straus and Giroux, 2018)
- "Out of Debt" (Hotel Cordel no. 1, 2019)

### The Dardenne Brothers
- On the Back of Our Images, vol. 1 (Featherproof Books, 2019)

### Ananda Devi
- Eve Out of Her Ruins (Deep Vellum, 2016; Les Fugitives, 2016; Speaking Tiger Books, 2017)
- The Living Days (Feminist Press, 2019; Les Fugitives, 2020)
- "Kari Disan" (Words Without Borders, 2017)

### Jean Genet
- The Criminal Child (New York Review Books, 2020)

### Hervé Guibert
- Written in Invisible Ink: Selected Stories (Semiotext(e), 2020)
- My Manservant and Me: Madcap Novel (Nightboat Books, 2022)

### Alain Guiraudie
- Now the Night Begins (Semiotext(e), 2018)

### Caroline Laurent
- An Impossible Return (AmazonCrossing, 2022)

### Shenaz Patel
- Silence of the Chagos (Restless Books, 2019)

### Titaua Peu
- Pina (Restless Books, 2022)

### Jean-Jacques Schuhl
- Dusty Pink (Semiotext(e), 2018)

### Carl de Souza
- Kaya Days (Two Lines Press, 2021)

### Antoine Volodine
- "The Fringe of Reality" (The White Review, 2014)
- "Post-Exotic Novels, Nȯvelles, and Novelists" (The New Inquiry, 2015)
- "The Year of Octobers" (Hayden's Ferry, 2015)
- Radiant Terminus (Open Letter Books, 2017)
- "Slogans" by Maria Sudayeva (The White Review, 2017)
- Black Village by Lutz Bassmann (Open Letter Books, 2022)